# Scaptomyza choi
Scaptomyza choi är en tvåvingeart som beskrevs av Kang, Lee och Bahng 1965. Scaptomyza choi ingår i släktet Scaptomyza och familjen daggflugor. Inga underarter finns listade i Catalogue of Life.